# 北戴河新区
北戴河新区是河北省秦皇岛市的派出机构，副厅级经济开发区、省级重点经济区，管辖范围东起戴河，西至滦河，北起抚宁县境内的京哈铁路、昌黎县境内的沿海高速公路，南至沿海海域，海岸线长82公里，占秦皇岛市海岸线长度的一半，总面积425.8平方公里，人口7.47万。

## 历史
2006年12月经河北省人民政府批准设立北戴河新区。2015年7月，原抚宁区南戴河街道托管至北戴河新区。2016年9月28日，经国务院批准设立北戴河生命健康产业创新示范区，其中核心区位于北戴河新区，面积40平方公里。

## 行政区划
下辖南戴河街道（托管）、大蒲河管理处、团林管理处、留守营管理处。